# 20730 Jorgecarvano
20730 Jorgecarvano este un asteroid din centura principală de asteroizi.

## Descriere
20730 Jorgecarvano este un asteroid din centura principală de asteroizi. A fost descoperit pe 9 decembrie 1999 la Stația Anderson Mesa în cadrul programului LONEOS. Asteroidul prezintă o orbită caracterizată de o semiaxă mare de 2,53 ua, o excentricitate de 0,25 și o înclinație de 9,2° în raport cu ecliptica.